# World Doubles Championships 1981 - Doppio
Il doppio del torneo di tennis World Doubles Championships 1981, facente parte del WTA Tour 1981, ha avuto come vincitrici Sue Barker e Ann Kiyomura che hanno battuto in finale Barbara Potter e Sharon Walsh con il punteggio di 7–5, 6–2.

## Teste di serie
1. Rosie Casals /  Wendy Turnbull (semifinali)
2. Sue Barker /  Ann Kiyomura (Campionesse)

1. Barbara Potter /  Sharon Walsh (finale)
2. Kathy Jordan /  Anne Smith (semifinali)

## Tabellone

### Legenda
| - Q = Qualificato - WC = Wild card - LL = Lucky loser | - ALT = Alternate - SE = Special Exempt - PR = Protected Ranking | - w/o = Walkover - r = Ritirato - d = Squalificato |

|  | Primo turno | Primo turno                    | Primo turno                 | Primo turno | Primo turno |  |  | Semifinali | Semifinali                  | Semifinali              | Semifinali              | Semifinali              |   |   | Finale | Finale                      | Finale                      | Finale | Finale |  |
|  |             |                                |                             |             |             |  |  |            |                             |                         |                         |                         |   |   |        |                             |                             |        |        |  |
|  | 1           | Rosie Casals Wendy Turnbull    | Rosie Casals Wendy Turnbull | 6           | 6           |  |  |            |                             |                         |                         |                         |   |   |        |                             |                             |        |        |  |
|  |             | M Blackwood Susan Leo          | M Blackwood Susan Leo       | 3           | 3           |  |  | 1          | Rosie Casals Wendy Turnbull | 4                       | 6                       | 3                       |   |   |        |                             |                             |        |        |  |
|  | 3           | Barbara Potter Sharon Walsh    | Barbara Potter Sharon Walsh | 6           | 6           |  |  | 3          | Barbara Potter Sharon Walsh | 6                       | 3                       | 6                       |   |   |        |                             |                             |        |        |  |
|  |             | Mareen Louie Marita Redondo    | Mareen Louie Marita Redondo | 4           | 2           |  |  |            |                             |                         |                         |                         |   |   | 3      | Barbara Potter Sharon Walsh | Barbara Potter Sharon Walsh | 5      | 2      |  |
|  | 4           | Kathy Jordan Anne Smith        | 6                           | 6           | 7           |  |  |            |                             | 2                       | Sue Barker Ann Kiyomura | Sue Barker Ann Kiyomura | 7 | 6 |        |                             |                             |        |        |  |
|  |             | Andrea Jaeger Billie Jean King | 3                           | 7           | 6           |  |  | 4          | Kathy Jordan Anne Smith     | Kathy Jordan Anne Smith | 1                       | 6                       |   |   |        |                             |                             |        |        |  |
|  | 2           | Sue Barker Ann Kiyomura        | Sue Barker Ann Kiyomura     | 6           | 6           |  |  | 2          | Sue Barker Ann Kiyomura     | Sue Barker Ann Kiyomura | 6                       | 7                       |   |   |        |                             |                             |        |        |  |
|  |             | Laura duPont Barbara Jordan    | Laura duPont Barbara Jordan | 3           | 4           |  |  |            |                             |                         |                         |                         |   |   |        |                             |                             |        |        |  |